# ЈУ „Културни центар” Власеница
| ЈУ „Културни центар” Власеница |                                              |
|                                |                                              |
| Оснивач:                       | Општина Власеница                            |
| Основано:                      | 2016.                                        |
| Седиште:                       | Светосавска 99, · Власеница Република Српска |
| Веб презентација               |                                              |
| Контакт:                       | +387 65 687 296                              |

ЈУ „Културни центар” Власеница је јавна установа културе, основана 2016. године од стране општине Власаница. Културни центар Власеница програмске активности реализује кроз рад одељења за културно-уметничке активности и кроз рад Инфо портала „ВЛАСЕНИЦА 24”.
Установа у циљу остваривања дешавања у области културног живота располаже са великом кино салом од 365 места, као и са мањим салама у којима се реализује низ културних садржаја као што су семинари, промоције, радионице и слично.

## Делатност и циљеви
Установа је основана ради обављања културних делатности, односно организовања културних и образовних програма на територији општине Власеница. Рад Центра је пре свега фокусиран на креирање културног живота и задовољавање културних потреба локалне заједнице. У непосредној сарадњи са другим друштвено политичким институцијама, установама образовања (школе и вртић), невладиним и хуманитарним организацијама, медијима, пружа могућност креативног стваралачког рада.
Кроз сегменте културног и образовног деловања, преферира рад са децом и младима, афирмише њихово старалаштво, уважавајући и остале категорије друштва. Младима ставља на располагање своје просторе, техничке могућности и стручну подршку, кроз јачање и промовисање културе и спорта, представљају истински превентивни одговор на ваннаставни, слободни и креативни ангажман деце, младих и грађана.

## Организовање манифестација
Најзначајније манифестације које је организовала Културни центар Власеница су: 
- Дочек дједа мраза
- Турнир у стотом тенису
- Представе: Веселе чаролије, И коње убију зар не?, Морско-бродска заврзлама, Састанак на слијепо, Кварна фарма, Деца су украс света
- Културно и књижевно вече
- Beer-fest - Vlasenica 2017...